# Worms 2
Worms 2 (рус. Червяки 2) — компьютерная игра жанра артиллерии, одна из игр серии Worms. Разработана Team17 и издана MicroProse в 1998 году. В 2002 году проект был переиздан в сборнике Worms Triple Pack.
Игра является продолжением Worms. Игрок должен управлять армией червей и использовать наборы вооружения. Здесь полностью переработана графическая подсистема по сравнению с предыдущей частью.

## Геймплей

Скриншот из игры. Игровой процесс аналогичен предыдущим частям серии, но в Worms 2 заметно улучшились графика и звук

Геймплей остался практически таким же, как и в первой части, однако графика заметно улучшилась. Игрок управляет червями, двигаясь по двухмерной карте. Во время хода команда может переместить только одного из своих червей. Черви могут ползать и прыгать, использовать веревки, парашюты, телепорты и другие способы перемещения. Цель игры состоит в том, чтобы победить все противостоящие команды, убивая их червей. Каждый червь начинает раунд с определенным количеством здоровья (который игрок выбирает перед началом раунда). При атаке вражеский червь потеряет здоровье в зависимости от мощи оружия и точности попадания. Червь может быть убит, если его здоровье упадет до нуля, он скинут в воду или выброшен за пределы экрана (справа или слева).
В Worms 2 впервые появилась возможность играть по сети. Одиночная кампания состоит из 45 миссий. К определённой миссии можно перейти, зная её код. Все миссии заключаются в уничтожении червей противника, дополнительные задания отсутствуют.
Игра имеет огромный набор настроек для мультиплеерной игры. С его помощью можно очень точно настроить мощность любого оружия, и при желании превратить даже самое слабое из них в оружие массового поражения. Подобная возможность уникальна для игр серии. Также задействован случайный генератор уровней и пользовательский редактор, позволяющий создавать собственный ландшафт.
В игре присутствует широкий выбор вооружения, включая оружие ближнего боя, гранаты, и ракеты. Некоторые виды оружия основаны на реальных образцах, другие более причудливы и необычны, такие, как овца, которая служит мобильным взрывчатым веществом. Основная часть оружия перешла из первой части, однако появилось множество новых разновидностей.
В течение раунда дополнительное оружие можно получить из ящиков, периодически сбрасываемых с воздуха, однако некоторые из них могут оказаться ловушками.

## Оценки и мнения
| Сводный рейтинг       | Сводный рейтинг |
| Агрегатор             | Оценка          |
| --------------------- | --------------- |
| GameRankings          | 86 %            |
| MobyRank              | 81/100          |
| Иноязычные издания    |                 |
| Издание               | Оценка          |
| AllGame               | [ 5 ]           |
| GameRevolution        | A-              |
| GameSpot              | 8,8/10          |
| Русскоязычные издания |                 |
| Издание               | Оценка          |
| «Игромания»           | [ 8 ]           |
| «Страна игр»          | 7/10            |

Worms 2 получила позитивные отзывы от критиков. На сайте GameRankings игра имеет среднюю оценку 86 %, а на MobyGames — 81/100.

## Сайты
- Официальный сайт игры